# Никольское (Ивановский район)
Никольское — село в Ивановском районе Ивановской области России, входит в состав Богородского сельского поселения.

## География
Расположено на берегу реки Молохта в 11 км на северо-восток от центра поселения села Богородского и 15 км на северо-восток от Иванова.

## История
Каменная Николаевская церковь в селе с колокольней была построена в 1854 году на средства помещика Владимира Андреевича Молчанова и прихожан. Церковь была обнесена каменной оградой. Престолов было три: в холодной — во имя святителя Николая Чудотворца, в теплой — правый в честь Владимирской иконы Божией Матери и левый — в честь Покрова Пресвятой Богородицы.
В конце XIX — начале XX века село входило в состав Широковской волости Нерехтского уезда Костромской губернии, с 1918 года — Иваново-Вознесенской губернии.
С 1929 года село являлось центром Никольского сельсовета Ивановского района Ивановской области, с 1954 года — в составе Калачевского сельсовета, с 2005 года — в составе Богородского сельского поселения.

## Население
| 1872 | 1897 | 1907 | 2002 | 2010 |
| ---- | ---- | ---- | ---- | ---- |
| 317  | ↘181 | ↗291 | ↘132 | ↘85  |

## Достопримечательности
В селе расположена действующая Церковь Николая Чудотворца (1854).